# Benzimidazool
Benzimidazool is een heterocyclische aromatische verbinding met als brutoformule C7H6N2. De stof komt voor als witte kristallen, die vrijwel onoplosbaar zijn in water. Structureel gezien bestaat het uit een fusie van een benzeenring en een imidazoolring. Benzimidazolen zijn belangrijke biochemische componenten: zo dient N-ribosyl-dimethylbenzimidazool als axiale ligand voor kobalt in vitamine B12.

## Synthese
Benzimidazool is commercieel verkrijgbaar, maar kan ook in situ worden bereid. De meest toegepaste synthesemethode is de condensatiereactie van o-fenyleendiamine en mierenzuur of een ortho-ester van mierenzuur (zoals methylorthoformiaat):
{\displaystyle {\ce {C6H4(NH2)2 + HC(OCH3)3 -> C5H4N(NH)CH + 3CH3OH}}}

## Toepassingen
Benzimidazool kent tal van derivaten, die onder meer als geneesmiddel worden gebruikt. Voorbeelden zijn omeprazol, flubendazol, domperidon en albendazol. Verder wordt benzimidazool gebruikt als anthelminthicum, fungicide, in kleurstoffen en in kunststoffen (polybenzimidazool).